# Europese kampioenschappen indooratletiek 2025 – 800 meter mannen
De 800 meter voor mannen op de Europese indoorkampioenschappen van 2025 vonden de series en halve finales plaats op 7 maart, de halve finale op 8 maart en de finale op 9 maart 2025 en werd gehouden op de shorttrackbaan van Omnisport in Apeldoorn in Nederland. Het was de zesendertigste keer dat dit onderdeel op het programma stond.
De Nederlander Samuel Chapple won de 800 meter voor mannen in een nieuw Nederlands record van 1.44,88. Het was de derde keer dat er een Nederlander dit onderdeel wist te winnen na Rob Druppers op het Europese kampioenschappen indooratletiek 1987 en Arnoud Okken op het Europese kampioenschappen indooratletiek 2007. Chapple liep het eerste gedeelte van de rece achterop en kwam in de voorlaatste ronde naar voren. In de lachte bocht dichtte Chapple het gat met de Belg Eliott Crestan, die hij vlak voor de finish passeerde. Hier door werd Crestan net tweede in 1.44,92. Ryan Clarke, de andere Nederlander in de finale, eindigde als zesde. Het brons ging naar de Ier Mark English in 1.45,46.

## Records
Voorafgaand aan het toernooi waren dit het Wereldrecord, Europees record, Kampioenschapsrecord en de Wereld-, Europese leiding.
| Wereldrecord         | Wilson Kipketer  | 1.42,67 | Parijs    | 9 maart 1997     |
| Europees record      | Wilson Kipketer  | 1.42,67 | Parijs    | 9 maart 1997     |
| Kampioenschapsrecord | Paweł Czapiewski | 1.44,78 | Wenen     | 3 maart 2002     |
| WL                   | Josh Hoey        | 1.43,60 | New York  | 23 februari 2025 |
| EL                   | Josué Canales    | 1.44,65 | Luxemburg | 19 januari 2025  |

## Resultaten[2]

### Series
De eerste twee van elke serie kwalificeerden zich direct voor de halve finales. Van de overgebleven atleten kwalificeerden de twee tijdsnelsten zich ook voor de halve finales.

#### Serie 1
| Rang | Atleet            | Land                | Tijd    | Bijz. |
| ---- | ----------------- | ------------------- | ------- | ----- |
| 1    | Ryan Clarke       | Nederland           | 1.48,11 | Q     |
| 2    | Ramon Wipfli      | Zwitserland         | 1.48,27 | Q, PB |
| 3    | Thomas Randolph   | Verenigd Koninkrijk | 1.48,47 |       |
| 4    | Bartosz Kitliński | Polen               | 1.56,76 | qR    |
| 5    | Cian McPhillips   | Ierland             | 1.57,35 |       |
| —    | Pieter Sisk       | België              | DNF     |       |

#### Serie 2
| Rang | Atleet              | Land      | Tijd    | Bijz. |
| ---- | ------------------- | --------- | ------- | ----- |
| 1    | Eliott Crestan      | België    | 1.46,57 | Q     |
| 2    | Mariano García      | Spanje    | 1.46,75 | Q     |
| 3    | Yanis Meziane       | Frankrijk | 1.46,79 |       |
| 4    | Giovanni Lazzaro    | Italië    | 1.47,72 |       |
| 5    | Uku Renek Kronbergs | Estland   | 1.48,24 |       |
| —    | Daniel Kotyza       | Tsjechië  | DQ      |       |

#### Serie 3
| Rang | Atleet            | Land        | Tijd    | Bijz. |
| ---- | ----------------- | ----------- | ------- | ----- |
| 1    | Marino Bloudek    | Kroatië     | 1.48,07 | Q     |
| 2    | Catalin Tecuceanu | Italië      | 1.48,10 | Q     |
| 3    | Jakub Dudycha     | Tsjechië    | 1.48,29 |       |
| 4    | Álvaro de Arriba  | Spanje      | 1.48,80 |       |
| 5    | Tobias Grønstad   | Noorwegen   | 1.48,90 |       |
| 6    | Ivan Pelizzoli    | Zwitserland | 1.49,22 |       |

#### Serie 4
| Rang | Atleet             | Land                | Tijd    | Bijz. |
| ---- | ------------------ | ------------------- | ------- | ----- |
| 1    | Josué Canales      | Spanje              | 1.45,93 | Q     |
| 2    | Maciej Wyderka     | Polen               | 1.46,11 | Q     |
| 3    | Samuel Chapple     | Nederland           | 1.46,15 | q     |
| 4    | Corentin Le Clezio | Frankrijk           | 1.47,43 | qJ    |
| 5    | Jack Higgins       | Verenigd Koninkrijk | 1.48,12 |       |

#### Serie 5
| Rang | Atleet           | Land                | Tijd    | Bijz. |
| ---- | ---------------- | ------------------- | ------- | ----- |
| 1    | Patryk Sieradzki | Polen               | 1.46,32 | Q, PB |
| 2    | Mark English     | Ierland             | 1.46,42 | Q     |
| 3    | Justin Davies    | Verenigd Koninkrijk | 1.46,56 | q     |
| 4    | Louey Ouerrat    | Frankrijk           | 1.46,60 |       |
| 5    | Tibo De Smet     | België              | 1.46,79 |       |
| 6    | Andreas Kramer   | Zweden              | 1.50,17 |       |

### Halve finales
De eerste drie van elke halve finale kwalificeerden zich direct voor de finale.

#### Halve finale 1
| Rang | Atleet            | Land                | Tijd    | Bijz. |
| ---- | ----------------- | ------------------- | ------- | ----- |
| 1    | Ryan Clarke       | Nederland           | 1.45,65 | Q, PB |
| 2    | Josué Canales     | Spanje              | 1.45,69 | Q     |
| 3    | Catalin Tecuceanu | Italië              | 1.46,12 | Q     |
| 4    | Maciej Wyderka    | Polen               | 1.46,17 |       |
| 5    | Patryk Sieradzki  | Polen               | 1.46,94 |       |
| 6    | Justin Davies     | Verenigd Koninkrijk | 1.47,17 |       |
| 7    | Cian McPhillips   | Ierland             | 1.47,40 |       |

#### Halve finale 2
| Rang | Atleet             | Land        | Tijd    | Bijz. |
| ---- | ------------------ | ----------- | ------- | ----- |
| 1    | Eliott Crestan     | België      | 1.45,84 | Q     |
| 2    | Samuel Chapple     | Nederland   | 1.45,86 | Q     |
| 3    | Mark English       | Ierland     | 1.45,89 | Q     |
| 4    | Bartosz Kitliński  | Polen       | 1.46,06 |       |
| 5    | Mariano García     | Spanje      | 1.46,33 |       |
| 6    | Marino Bloudek     | Kroatië     | 1.46,57 |       |
| 7    | Corentin Le Clezio | Frankrijk   | 1.46,91 |       |
| 8    | Ramon Wipfli       | Zwitserland | 1.47,30 |       |

### Finale
| Rang   | Atleet            | Land      | Tijd    | Bijz. |
| ------ | ----------------- | --------- | ------- | ----- |
| Goud   | Samuel Chapple    | Nederland | 1.44,88 | NR    |
| Zilver | Eliott Crestan    | België    | 1.44,92 |       |
| Brons  | Mark English      | Ierland   | 1.45,46 |       |
| 4      | Catalin Tecuceanu | Italië    | 1.45,57 |       |
| 5      | Josué Canales     | Spanje    | 1.45,88 |       |
| 6      | Ryan Clarke       | Nederland | 1.46,47 |       |